# Петров, Павел Александрович
Павел Александрович Петров (15 января 1956, Саяногорск, Республика Хакасия) — советский и российский тренер по вольной борьбе. Заслуженный тренер России, Почётный гражданин города Саяногорск.

## Биография
Павел Александрович родился в 1956 году в посёлке Майна в Саяногорске. С детства увлекался различными видами спорта: баскетбол, футбол, хоккей, лёгкая атлетика. Вольной борьбой стал заниматься ближе к концу обучения в школе, которую он окончил в 1973 году. Тренировался у Ивана Александровича Игнатова. После окончания школы поступил в Новосибирский электротехнический институт, но проучился там только год, поскольку решил посвятить себя спорту. Уехал поступать в Красноярский педагогический институт на факультет физического воспитания. За годы учёбы активно участвовал в различных соревнованиях.
В 1978 году вернулся в Саяногорск и с тех пор уже более 40 лет работает в спортивном комплексе «Юность». За годы своей работы подготовил ряд известных спортсменов: среди них Олеся Курагина, победительница первенства Европы; Александра Шведова, неоднократная победительница и призёр первенств Европы и мира; Татьяна Зырянова, чемпионка XXVII Всемирной летней Универсиады-2013 в Казани, Чемпионка мира в борьбе на поясах; Анастасия Дежнева, МСМК, победительница первенства мира по борьбе на поясах (2001).
Павел Александрович имеет почётные звания «Заслуженный работник физической культуры и спорта Республики Хакасия», «Заслуженный тренер России» «Лучший тренер Республики Хакасия» (2000, 2001, 2003—2006, 2009, 2011—2013). Также был награждён орденом «За заслуги перед Хакасией» в 2013 году. Является Почётным гражданином города Саяногорска.